# L'acusat
L'acusat (títol original en francès, Les Choses humaines) és una pel·lícula dramàtica francesa del 2021 dirigida per Yvan Attal. El guió, escrit per Attal i Yaël Langmann, és una adaptació de la novel·la homònima de Karine Tuil del 2019. Es va estrenar el 9 de setembre de 2021 al 78è Festival Internacional de Cinema de Venècia i va ser estrenada a França a càrrec de Gaumont l'1 de desembre de 2021. S'ha doblat i subtitulat al català.

## Repartiment
- Ben Attal com a Alexandre Farel
- Suzanne Jouannet com a Mila Wizman
- Charlotte Gainsbourg com a Claire Farel
- Camille Razat com a Quitterie
- Mathieu Kassovitz com a Adam Wizman
- Pierre Arditi com a Jean Farel
- Audrey Dana com a Valérie Berdah
- Benjamin Lavernhe com a Maître Arthur Célerier
- Judith Chemla com a advocada de la Mila
- Hervé Temime com a Maître Lancel